# 交換関係 (量子力学)
量子力学における交換関係（こうかんかんけい、英: commutation relation）とは、演算子としてあらわされた物理量が満たす量子力学特有の関係である。

## 定義
二つの演算子（{\displaystyle {\hat {A}}}、{\displaystyle {\hat {B}}} とする）に対して、
{\displaystyle {\hat {A}}{\hat {B}}-{\hat {B}}{\hat {A}}\equiv [{\hat {A}},{\hat {B}}]}
を交換子 (英: commutator) と言う。交換子も演算子であり、特に {\displaystyle {\hat {A}}}、{\displaystyle {\hat {B}}} がともにエルミートであるとき、交換子は歪エルミートとなる。量子力学において、この交換子を規定する関係が交換関係である。
普通の数はかける順序を逆にしても値は同じだが、量子力学における演算子は必ずしもそうではなく、{\displaystyle [{\hat {A}},{\hat {B}}]} が {\displaystyle 0} にならない場合がある。{\displaystyle [{\hat {A}},{\hat {B}}]=0} のとき、{\displaystyle {\hat {A}}} と {\displaystyle {\hat {B}}} は可換である、あるいは {\displaystyle {\hat {A}}} と {\displaystyle {\hat {B}}} は交換するという。{\displaystyle [{\hat {A}},{\hat {B}}]\neq 0} のとき、{\displaystyle {\hat {A}}} と {\displaystyle {\hat {B}}} は非可換である、あるいは {\displaystyle {\hat {A}}} と {\displaystyle {\hat {B}}} は交換しないという。
{\displaystyle {\hat {A}}} と {\displaystyle {\hat {B}}} が可換なことと {\displaystyle {\hat {A}}}, {\displaystyle {\hat {B}}} の同時固有状態が存在することは等価である。

## 性質
交換子で定義される交換関係は次の性質を満たす。
- {\displaystyle [{\hat {A}},{\hat {A}}]=0}
- {\displaystyle [{\hat {A}},{\hat {B}}]=-[{\hat {B}},{\hat {A}}]} （交代性）
- {\displaystyle [{\hat {A}},{\hat {B}}+{\hat {C}}]=[{\hat {A}},{\hat {B}}]+[{\hat {A}},{\hat {C}}]} （線形性）
- {\displaystyle [{\hat {A}},{\hat {B}}{\hat {C}}]=[{\hat {A}},{\hat {B}}]{\hat {C}}+{\hat {B}}[{\hat {A}},{\hat {C}}]} （ライプニッツ則）
- {\displaystyle [[{\hat {A}},{\hat {B}}],{\hat {C}}]+[[{\hat {B}},{\hat {C}}],{\hat {A}}]+[[{\hat {C}},{\hat {A}}],{\hat {B}}]=0} （ヤコビの恒等式）

## 正準交換関係
演算子には物理量に対応するものがあり、特に正準共役な変数同士の交換関係を正準交換関係 (英: canonical commutation relations, CCR) と言う。正準共役な関係にある、座標 {\displaystyle {\hat {q}}_{j}} と運動量 {\displaystyle {\hat {p}}_{k}} で、
{\displaystyle [{\hat {q}}_{j},{\hat {p}}_{k}]={\hat {q}}_{j}{\hat {p}}_{k}-{\hat {p}}_{k}{\hat {q}}_{j}=i\hbar \delta _{jk}}
という 交換関係が成り立つ（{\displaystyle \hbar =h/2\pi }で {\displaystyle h} はプランク定数）。勿論、古典論では上記の結果はゼロ（{\displaystyle [{\hat {q}},{\hat {p}}]=0}）となる。

## 反交換関係
{\displaystyle {\hat {A}}{\hat {B}}+{\hat {B}}{\hat {A}}\equiv \{{\hat {A}},{\hat {B}}\}}
を反交換子 (英: anticommutator) といい、これから規定される関係を、反交換関係 と言う。特に正準共役な変数同士の反交換関係を正準反交換関係 (英: canonical anticommutation relations, CAR) と言う。{\displaystyle [{\hat {A}},{\hat {B}}]_{+}}という表式もしばしば用いられる。反交換子もまた演算子であり、特に {\displaystyle {\hat {A}}}、{\displaystyle {\hat {B}}} がともにエルミートであるとき、反交換子もまたエルミートとなる。反交換関係はフェルミ粒子などを扱う際に用いられる。

## ポアソンの括弧式
古典解析力学において、 正準座標 {\displaystyle q} と 正準運動量 {\displaystyle p} の関数 {\displaystyle A(q,p)} と {\displaystyle B(q,p)} に対して、
{\displaystyle \{A,B\}\equiv {\frac {\partial A}{\partial q}}{\frac {\partial B}{\partial p}}-{\frac {\partial A}{\partial p}}{\frac {\partial B}{\partial q}}}
で定められる量をポアソンの括弧式という。ポアソンの括弧式は次のような関係式を満たしている。
- {\displaystyle \{A,A\}=0}
- {\displaystyle \{A,B\}=-\{B,A\}}
- {\displaystyle \{aA+bB,C\}=a\{A,C\}+b\{B,C\}} （{\displaystyle a}、{\displaystyle b} は定数）
- {\displaystyle \{AB,C\}=A\{B,C\}+\{A,C\}B}
- {\displaystyle \{A,\{B,C\}\}+\{B,\{C,A\}\}+\{C,\{A,B\}\}=0} （ヤコビの恒等式）
- {\displaystyle \{q,p\}=1}

交換関係と同様の関係式を満たしており、量子力学での交換関係は古典力学のポアソンの括弧式に相当する。（正準量子化の項も参照）